# Leopold Schwarz
Carl Leopold Schwarz (* 27. Juli 1877 in Göttingen; † 5. November 1962) war ein deutscher Hygienemediziner und Professor am Hamburger Hygienischen Staatsinstitut.

## Leben

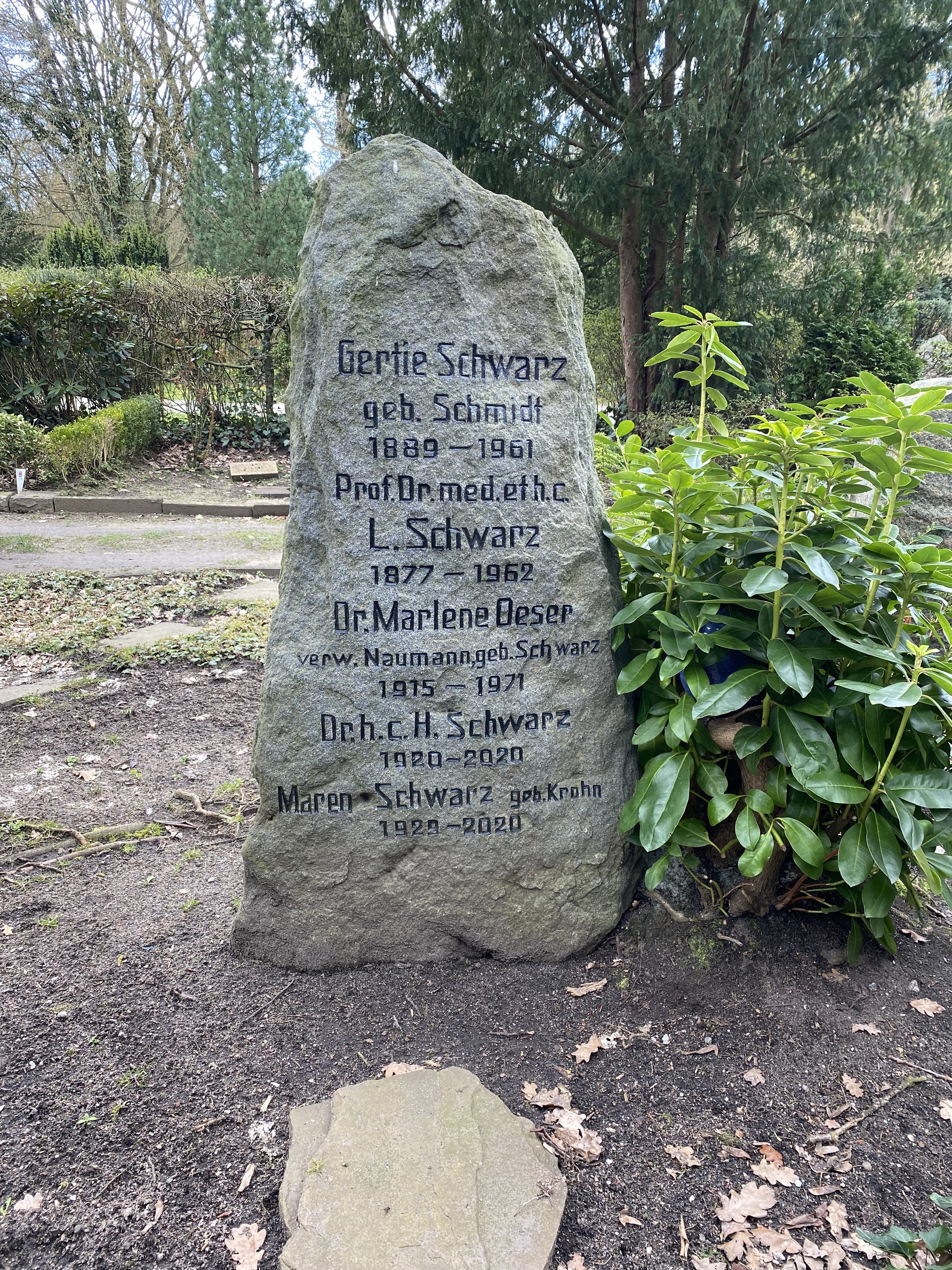
Grabstätte auf dem Friedhof Blankenese

Carl Leopold Schwarz wurde geboren als Sohn des Berliner Mathematikers Hermann Amandus Schwarz und der Marie, geborene Kummer. Er war ein Enkel von Ottilie Kummer, Tochter des Nathan Mendelssohn. Schwarz studierte Medizin an den Universitäten Greifswald und Berlin und wurde 1904 in Berlin zum Dr. med. promoviert. Er forschte in Hamburg über Luftverunreinigung. Am Ersten Weltkrieg nahm er als Oberstabsarzt teil und wurde mit dem Eisernen Kreuz I. Klasse ausgezeichnet. Der Abteilungsvorsteher am Hygienischen Staatsinstitut war ab 1919 Privatdozent für Hygiene und wurde 1923 zum außerordentlichen Professor der Universität Hamburg ernannt. Er war Mitglied der DVP. 
Vom 1. Mai 1933 bis zum 30. November 1934 war Schwarz Mitglied der NSDAP. Er unterzeichnete im November 1933 das Bekenntnis der deutschen Professoren zu Adolf Hitler. Ende März 1938 musste er seine Lehrerlaubnis zurückgeben, weil er über seine Mutter jüdischer Abstammung aus der Familie Mendelssohn war. Leopold Schwarz ersuchte selbst darum – „zur Schonung des NS-Staates“. Deshalb war er nach Angaben des Sohnes zuvor nicht Leiter des Instituts geworden. 
Die Universität Hamburg setzte ihn im Juni 1945 wieder ein und ehrte ihn 1954 mit dem Ehrendoktor. Leopold Schwarz ruht in der Familiengrabstätte auf dem Friedhof Blankenese.

## Schriften
- Über ein Epithelioma papillare. Zur Spontanheilung epithelialer Tumoren, Berlin 1904 (= med. Dissertation, Berlin, 1904)
- Rudolf Rothfuchs, Friedrich Barkow, Leopold Schwarz: Hygiene und Gesundheitsgefahren der Werft- und Hafenarbeit und der Arbeit des Heizpersonals auf Schiffen, Springer, Berlin 1928

## Einzelbelege
1. ↑  Irene Rahlmann: Arbeitswissenschaft im Nationalsozialismus, Wiesbaden 2005, S. 69

| Personendaten    | Personendaten                              |
| ---------------- | ------------------------------------------ |
| NAME             | Schwarz, Leopold                           |
| ALTERNATIVNAMEN  | Schwarz, Carl Leopold (vollständiger Name) |
| KURZBESCHREIBUNG | deutscher Hygienemediziner und Professor   |
| GEBURTSDATUM     | 27. Juli 1877                              |
| GEBURTSORT       | Göttingen                                  |
| STERBEDATUM      | 5. November 1962                           |